# Kárpátalja közigazgatása (1946–2020)
Ukrajna 1946. január 22-én létrehozott Kárpátontúli területe a 2020. júliusi közigazgatási reformig közigazgatásilag 13, a székhelyükről elnevezett járásra és öt – magyarul gyakran járási jogú városnak nevezett – területi jelentőségű városra oszlott. A Kárpátontúli terület székhelye Ungvár.
Az öt területi jelentőségű város mellett hat járási jelentőségű (valamely járáshoz tartozó) város, 19 városi jellegű település és 579 község található a területen. A községek egy részének nincs önálló tanácsa, közülük 24 egyes városok és városi jellegű települések tanácsához van beosztva, a többi 555 az összesen 307 községi tanácshoz tartozik.

## Járások 1946–2020 között
| Név                           | Ukrán név                 | Terület (km²) | Lakosság (fő, 2001) | Népsűrűség (fő/km²) | Székhely    | Város | Városi jellegű település | Községi tanács | Község |
| ----------------------------- | ------------------------- | ------------- | ------------------- | ------------------- | ----------- | ----- | ------------------------ | -------------- | ------ |
| Beregszászi járás (1946–2020) | Берегівський район        | 635           | 54 062              | 85,14               | Beregszász  |       | 1                        | 30             | 42     |
| Huszti járás (1946–2020)      | Хустський район           | 975           | 96 960              | 99,45               | Huszt       |       | 1                        | 25             | 56     |
| Ilosvai járás                 | Іршавський район          | 944           | 100 905             | 106,84              | Ilosva      | 1     |                          | 25             | 46     |
| Munkácsi járás (1946–2020)    | Мукачівський район        | 998           | 101 443             | 101,65              | Munkács     |       | 2                        | 37             | 86     |
| Nagybereznai járás            | Великоберезнянський район | 809           | 28 211              | 34,87               | Nagyberezna |       | 1                        | 19             | 31     |
| Nagyszőlősi járás             | Виноградівський район     | 697           | 117 957             | 169,24              | Nagyszőlős  | 1     | 2                        | 29             | 47     |
| Ökörmezői járás               | Міжгірський район         | 1166          | 49 890              | 42,79               | Ökörmező    |       | 1                        | 22             | 43     |
| Perecsenyi járás              | Перечинський район        | 631           | 32 026              | 50,75               | Perecseny   | 1     |                          | 14             | 24     |
| Rahói járás (1946–2020)       | Рахівський район          | 1892          | 90 945              | 48,07               | Rahó        | 1     | 3                        | 17             | 28     |
| Szolyvai járás                | Свалявський район         | 673           | 54 869              | 81,53               | Szolyva     | 1     |                          | 13             | 28     |
| Técsői járás (1946–2020)      | Тячівський район          | 1818          | 171 850             | 94,53               | Técső       | 1     | 5                        | 31             | 56     |
| Ungvári járás (1946–2020)     | Ужгородський район        | 864           | 65 529              | 85,52               | Ungvár      |       | 1                        | 32             | 64     |
| Volóci járás                  | Воловецький район         | 544           | 25 474              | 46,83               | Volóc       |       | 2                        | 13             | 24     |

## Területi jelentőségű városok
| Név        | Ukrán név | Terület (társközségekkel) (km²) | Városi lakosság (fő, 2001) | Társközségek                       | Társközségek lakossága (fő, 2001) |
| ---------- | --------- | ------------------------------- | -------------------------- | ---------------------------------- | --------------------------------- |
| Beregszász | Берегове  | 19                              | 26 050                     | Bulcsu                             | 504                               |
| Csap       | Чоп       | 6                               | 8 870                      |                                    |                                   |
| Huszt      | Хуст      | 22                              | 28 559                     | Csertés, Husztnagyágtelep, Kőrösös | 3 305                             |
| Munkács    | Мукачеве  | 27                              | 81 637                     |                                    |                                   |
| Ungvár     | Ужгород   | 32                              | 115 568                    |                                    |                                   |

## Járási jelentőségű városok
| Név        | Ukrán név  | Járás       | Városi lakosság (fő, 2001) | Társközség   | Társközségek lakossága (fő, 2001) |
| ---------- | ---------- | ----------- | -------------------------- | ------------ | --------------------------------- |
| Ilosva     | Іршава     | Ilosvai     | 9 512                      | Szombati     | 799                               |
| Nagyszőlős | Виноградів | Nagyszőlősi | 25 383                     |              |                                   |
| Perecseny  | Перечин    | Perecsenyi  | 7 020                      |              |                                   |
| Rahó       | Рахів      | Rahói       | 14 969                     |              |                                   |
| Szolyva    | Свалява    | Szolyvai    | 16 983                     | Újtövisfalva | 926                               |
| Técső      | Тячів      | Técsői      | 9 519                      | Kistécső     | 1 555                             |

## Városi jellegű települések
| Név           | Ukrán név         | Járás        | Városi lakosság (fő, 2001) | Társközség | Társközségek lakossága (fő, 2001) |
| ------------- | ----------------- | ------------ | -------------------------- | ---------- | --------------------------------- |
| Aknaszlatina  | Солотвино         | Técsői       | 8956                       |            |                                   |
| Bátyú         | Батьово           | Beregszászi  | 3023                       |            |                                   |
| Bustyaháza    | Буштино           | Técsői       | 8506                       |            |                                   |
| Dombó         | Дубове            | Técsői       | 9261                       | 2          | 1835                              |
| Gyertyánliget | Кобилецька Поляна | Rahói        | 3392                       |            |                                   |
| Királyháza    | Королево          | Nagyszőlősi  | 8064                       |            |                                   |
| Királymező    | Усть-Чорна        | Técsői       | 1456                       |            |                                   |
| Kölcsény      | Кольчино          | Munkácsi     | 4407                       | 3          | 2217                              |
| Kőrösmező     | Ясіня             | Rahói        | 8043                       | 1          | 807                               |
| Nagyberezna   | Великий Березний  | Nagybereznai | 6655                       | [ 3 ]      | [ 4 ]                             |
| Nagybocskó    | Великий Бичків    | Rahói        | 9423                       |            |                                   |
| Ökörmező      | Міжгір'я          | Ökörmezői    | 9421                       | 2          | 1550                              |
| Szarvasháza   | Жденієво          | Volóci       | 1128                       | 1          | 221                               |
| Szentmiklós   | Чинадійово        | Munkácsi     | 6823                       | 2          | 435                               |
| Szerednye     | Середнє           | Ungvári      | 3505                       | 1          | 509                               |
| Taracköz      | Тересва           | Técsői       | 7554                       |            |                                   |
| Tiszaújlak    | Вилок             | Nagyszőlősi  | 3422                       |            |                                   |
| Visk          | Вишково           | Huszti       | 8142                       | 4          | 3506                              |
| Volóc         | Воловець          | Volóci       | 5178                       | 1          | 792                               |

## Korábbi közigazgatási egységek
- Bereg vármegye
- Máramaros vármegye
- Ugocsa vármegye
- Ung vármegye
- Bereg és Ugocsa k.e.e. vármegye
- Beregi közigazgatási kirendeltség
- Máramarosi közigazgatási kirendeltség
- Ungi közigazgatási kirendeltség